# Piper aurilimbum
Piper aurilimbum är en pepparväxtart som beskrevs av C. Dc.. Piper aurilimbum ingår i släktet Piper och familjen pepparväxter. Inga underarter finns listade i Catalogue of Life.